# پارلی
پارلی (به انگلیسی: Parli) یک منطقهٔ مسکونی در هند است که در Beed district واقع شده‌است. پارلی ۹۰٬۹۷۵ نفر جمعیت دارد و ۴۶۱ متر بالاتر از سطح دریا واقع شده‌است.